# タリウム205
タリウム205 (Thallium-205・205Tl) とは、タリウムの同位体の1つ。

## 概要
205Tlは、タリウムの安定同位体の1つであり、タリウムの約70.5%が205Tlで構成されている。残りの約29.5%は203Tlである。
205Tlの親核種には209Biがある。これは後述する崩壊系列に関わるものである。また、ポロニウムで最も半減期の長い同位体である209Poは、205Pbを経由して205Tlに変化する。そのほかに205Hgのベータ崩壊がある。また、205Tlには核異性体である205mTlがあり、0.000026秒で核異性体遷移を起こす。
205Tlは、高温下でイオン化し、全ての電子をはぎ取ると「束縛状態β崩壊」を起こして205Pbに変化することが知られている。この検証実験はタリウムの強い毒性のために長年実験されなかったが、ドイツ・ダルムシュタットの重イオン研究所で205Pbのイオンビームを9Beに衝突させて205Tlを間接的に生成することで成功し、半減期は291（+33/-27）日と求められたことが2024年に発表された。この研究は、205Pbの量の分析と共に、分子雲から太陽が形成（漸近巨星分枝）された時期を絞り込む重要な手掛かりとなる。

## 崩壊系列

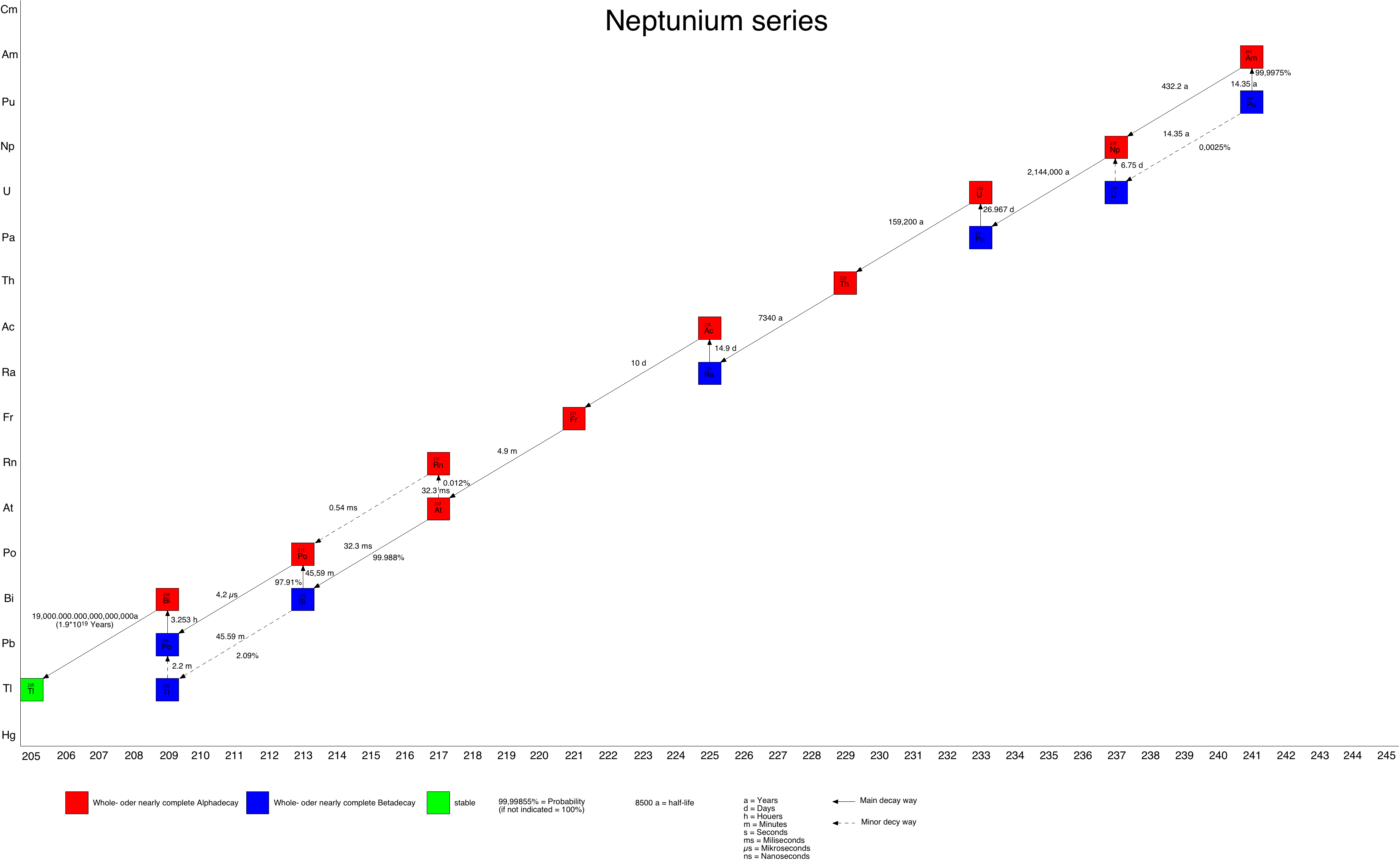
ネプツニウム系列の図。^{205}Tlは最終的に生じる安定同位体である。

205Tlは、241Puから始まり、237Npを経由する崩壊系列であるネプツニウム系列で最終的に生じる安定同位体である。かつては209Biが最終的に生じる安定同位体とされていたが、2003年になって209Biがアルファ崩壊することが確かめられたため、205Tlに座を移すことになった。ただし、209Biは半減期が1900京年と、安定同位体と見なせるほど非常に長いものであるため、実質的には209Biが最終と考えても差し支えない。
タリウムの安定同位体である205Tlと203Tlの親核種は、そのほとんどは天然に存在しない核種であり、非常に長い半減期を持つ209Biの影響も小さい。複数の崩壊系列で同位体の量が変化する鉛とは異なり、標準原子量は不変であると見なせる。実際、タリウムの標準原子量は鉛のそれより精度が1桁上回っている。